# آلفردو سانتاالنا
آلفردو سانتاالنا (انگلیسی: Alfredo Santaelena؛ زادهٔ ۱۳ اکتبر ۱۹۶۷) بازیکن فوتبال اهل اسپانیا است.
از باشگاه‌هایی که در آن بازی کرده‌است می‌توان به باشگاه فوتبال ختافه، باشگاه فوتبال سویا، باشگاه فوتبال اتلتیکو مادرید، و باشگاه فوتبال دپورتیوو لاکرونیا اشاره کرد.
وی همچنین در تیم ملی فوتبال زیر ۲۱ سال اسپانیا بازی کرده‌است.